# Thomas Brezina
Thomas Conrad Brezina (Bécs, 1963. január 30. –) osztrák ifjúsági író, forgatókönyvíró és televíziós műsorvezető.
Bécsben, valamint Londonban él, illetve dolgozik.

## Pályafutása
Már gyermekkorában írogatott, fiatal korától szerepel a rádióban, valamint az ORF osztrák televízió gyermekműsoraiban. A nagy áttörést a Knickerbocker-Bande (A térdnadrágos detektívek) című ifjúsági krimi könyvsorozat jelentette számára 1990-ben. Azóta műveit 35 nyelvre fordították le. Kínában saját állítása szerint a három legsikeresebb külföldi szerző közé tartozik.
Több népszerű regényéből mozi-, tévéfilm vagy musical készült. Az osztrák ORF1 műsorán rendszeresen látható a Tom Turbo című interaktív krimisorozat, melyben a gyerekek együtt nyomozhatnak egy trükkökre képes, beszélő és gondolkodó csodakerékpárral. Szintén gyermekeknek szánt ismeretterjesztő tévésorozata, a Kutatóexpressz is igen népszerű. Igen sikeresnek mondható az évente megrendezett fraknói (Forschtenstein) nyári családi hétvégéken előadott Rups musicalsorozat, amely egy várlakó lovag kalandjairól szól.
Könnyed olvasmányok mellett ismeretterjesztő kiadványoknak illetve tankönyveknek is szerzője, társszerzője. A Kalandok múzeuma című sorozata például híres festők életével ismerteti meg az olvasókat. Az osztrák Művelődésügyi Minisztérium megbízásából több oktatóanyag létrehozásában is részt vett, például az Európai Unióval kapcsolatos, általános iskolásoknak szánt kiadványok megjelentetésében, valamint híres zeneszerzők életét bemutató videofilmek készítésében.
Thomas Brezina Ausztria egyik UNICEF-nagykövete. Elnyerte a nagy osztrák ifjúsági irodalmi díjat.
Számos könyve megjelent magyar fordításban is.

## Magyarul megjelent könyvsorozatai

### Fiúk kizárva!
Fiúk kizárva!; Egmont Hungary/Egmont, Bp., 2002–2013
- 1. Te vagy a kedvenc ellenfelem; ford. Zsidányi Lilla; Egmont Hungary, Bp., 2002
- 2. Hogyan változtassuk békává a tesónkat?; ford. Zsidányi Lilla; Egmont Hungary, Bp., 2002
- 3. Az a boszorkányos szerelem!; ford. Zsidányi Lilla; Egmont Hungary, Bp., 2003
- 4. Elvarázsolni a tanár urat? – Nem gond!; ford. Zsidányi Lilla; Egmont Hungary, Bp., 2003
- 5. Legyen anyu a legmenőbb!; ford. Zsidányi Lilla; Egmont, Bp., 2003
- 6. Micsoda lökött família!; ford. Zsidányi Lilla; Egmont Hungary, Bp., 2003
- 7. Boszik az iskolapadban; ford. Zsidányi Lilla; Egmont Hungary, Bp., 2003
- 8. A baj nem jár egyedül; ford. Zsidányi Lilla; Egmont Hungary, Bp., 2003
- 9. Nyár, tesók, zűrzavar...|Nyár, tesók, zűrzavar...; ford. Zsidányi Lilla; Egmont Hungary, Bp., 2004
- Különkiadás I. Boszorkánytitok; ford. Zsidányi Lilla; Egmont, Bp., 2005
- 11. Hé, apu, kevés a zsebpénz!; ford. Zsidányi Lilla; Egmont-Hungary, Bp., 2004
- 12. A csereboszi; ford. Zsidányi Lilla; Egmont Hungary, Bp., 2005
- 13. Boszorkányok kutyaszorítóban; ford. Zsidányi Lilla; Egmont-Hungary, Bp., 2005
- 14. Nyeregbe, boszorkányok!; ford. Zsidányi Lilla; Egmont-Hungary, Bp., 2006
- 15. Kiakasztasz, tesó!; ford. Zsidányi Lilla; Egmont-Hungary, Bp., 2006
- 16. Féktelen fruskák felhőtlen bulija; ford. Hegyi Zsuzsa; Egmont-Hungary, Bp., 2007
- Különkiadás II. Csókkeksz és spagettidili; ford. Markwarth Zsófia; Egmont, Bp., 2008
- 18. A szülőszelídítő varázsige; ford. Hegyi Zsuzsa; Egmont, Bp., 2007
- 19. Hogyan varázsoljunk szupersrácot?; ford. Hegyi Zsuzsa; Egmont, Bp., 2008
- 20. Koboldos kirándulás; ford. Markwarth Zsófia; Egmont, Bp., 2008
- 21. A nagy hisztibűbáj; ford. Markwarth Zsófia; Egmont, Bp., 2009
- 22. Telóm, telóm, mondd meg nékem...; ford. Markwarth Zsófia; Egmont, Bp., 2012
- Különkiadás III. Pálmafa és cukorhó; ford. Markwarth Zsófia; Egmont, Bp., 2009
- 23. Nini, egy bébiboszi!; ford. Markwarth Zsófia; Egmont-Hungary, Bp., 2011
- Különkiadás IV. Smacihegyek, patália, boszorkányszombat; ford. Markwarth Zsófia; Egmont, Bp., 2011
- 24. Szépségkirálynő kerestetik!; ford. Markwarth Zsófia; Egmont, Bp., 2011
- Különkiadás V. Boszi webnaplók; ford. Markwarth Zsófia; Egmont, Bp., 2013

### Hot Dogs
Hot Dogs. Szupersrácok – kozmikus küldetés; ford. Zsidányi Lilla; Egmont-Hungary, Bp., 2004–2007
- 1. Lánytesók és más földönkívüliek|Lánytesók és más földön kívüliek; 2004
- 2. A jó jegyek veszélyesek|A jó jegyek veszélyesek!; 2004
- 3. Takarítani szigorúan tilos!; 2004
- 4. Tombolás a táborban; 2005
- 5. Lökött lufik légi háborúja; 2005
- 6. A leckefüzet-zabáló cápa; 2005
- 7. A világ legdilisebb vicce; 2006
- 8. Távvezérelt tanerő; 2007

### A térdnadrágos detektívek kalandjai/Térdnadrágos detektívek klubja
A Knickerbocker-banda; ford. Kellermayer Zita; Keller és Mayer, Bp., 1995
- 1. A Hószörny rejtélye. Kaland Tirolban. 1. kaland
- 2. Amadeus, az ufó. Kaland Salzburgban. 2. kaland
- 3. A bajorvirsli-vámpírok éjszakája. Kaland Bajorországban. 3. kaland

A térdnadrágos detektívek kalandjai / Térdnadrágos detektívek klubja; Deák/Tudatos Lépés Kft., Pápa, 2005–2010
- (A Knickerbocker-banda címen is)
- A sárga csuklyák titka. A floridai kaland; ford. Havas Zsuzsanna; Deák, Pápa, 2002 (A térdnadrágos detektívek kalandjai)
- A vörös múmia bosszúja; ford. Havas Zsuzsanna; Deák, Pápa, 2002 (A térdnadrágos detektívek kalandjai)
- Fékezd meg dr. Medúzát! A detektív te vagy!; ford. Schaufler Jurányi Andrea; Deák, Pápa, 2005 (Térdnadrágos detektívek klubja)
- A megmérgezett delfin. 15 megoldásra váró rejtély; ford. Schaufler Jurányi Andrea; Deák, Pápa, 2005 (Térdnadrágos detektívek klubja)
- Amikor a farkasember üvölt. 18 megoldásra váró rejtély; ford. Schaufler Jurányi Andrea; Deák, Pápa, 2006 (Térdnadrágos detektívek klubja)
- A pokol szalamandráinak háza; ford. Havas Zsuzsanna; Deák, Pápa, 2006 (Térdnadrágos detektívek klubja)
- Az iskola fantomja; ford. Havas Zsuzsanna; Deák, Pápa, 2006 (Térdnadrágos detektívek klubja)
- A kísértet-orgona. 13 megoldásra váró rejtély; ford. Schaufler Jurányi Andrea; Deák, Pápa, 2006 (Térdnadrágos detektívek klubja)
- Szellemek a kollégiumban; ford. Havas Zsuzsanna; Deák, Pápa, 2007 (Térdnadrágos detektívek klubja)
- A piramis lánya; ford. Havas Zsuzsanna; Deák, Pápa, 2007 (Térdnadrágos detektívek klubja)
- Az utolsó sárkányok kincse; ford. Havas Zsuzsanna; Deák, Pápa, 2008 (Térdnadrágos detektívek klubja)
- A varázsló tornya; ford. Havas Zsuzsanna; Deák, Pápa, 2008 (Térdnadrágos detektívek klubja)
- Az aranykígyó üvöltése; ford. Havas Zsuzsanna; Deák, Pápa, 2009 (Térdnadrágos detektívek klubja)
- Visszatér az iskola fantomja; ford. Havas Zsuzsanna; Tudatos Lépés Kft., Pápa, 2010 (Térdnadrágos detektívek klubja)
- A sztár amulettje; ford. Havas Zsuzsanna; Tudatos Lépés Kft., Pápa, 2010 (Térdnadrágos detektívek klubja)

### Psszt, a mi titkunk!
Psszt, a mi titkunk!; ford. Sütő Gyöngyi; Deák/Tudatos Lépés Kft., Pápa, 2003–2011
- 1. Az éjféli parti; Deák, Pápa, 2003
- 2. A titokzatos hódoló; Deák, Pápa, 2004
- 3. Legyek jó..., de hogyan?; Deák, Pápa, 2004
- 4. Ami tilos, az roppant szórakoztató; Deák, Pápa, 2004
- 5. A szülőkkel csak a baj van!; Deák, Pápa, 2004
- 6. Szemüveg és fogszabályzó! Mi jöhet még?; Deák, Pápa, 2004
- 7. A különös új lány; Deák, Pápa, 2005
- 8. Csokifagyi ketchuppal; Deák, Pápa, 2005
- 9. A hárpia nagynéni; Deák, Pápa, 2005
- 10. Le a kilókkal!; Deák, Pápa, 2005
- 11. Menő cuccok? Jöhetnek!; Deák, Pápa, 2006
- 12. Rossz jegyet adni tilos!; Deák, Pápa, 2006
- 13. Fiúk! Irány a Hold!; Deák, Pápa, 2006
- 14. Hugicám, a szörnyeteg; Deák, Pápa, 2007
- 15. Szépségvarázslat; Deák, Pápa, 2007
- 16. Zongoranyúzó; Deák, Pápa, 2007
- 17. Hű, ez nagyon ciki!; Deák, Pápa, 2008
- 18. Jótündér kerestetik; Deák, Pápa, 2008
- 19. Segítség, hercegnő lettem!; Deák, Pápa, 2008
- 20. Totál bepasiztunk!; Deák, Pápa, 2008
- 21. Álomszerep – álomherceggel; Deák, Pápa, 2009
- 22. Szellemcsók az osztálykiránduláson; Deák, Pápa, 2009
- 23. A hétpecsétes titkok naplója; Deák, Pápa, 2009
- 24. Hajrá, lányok, még egy gólt!; Tudatos Lépés Kft., Pápa, 2010
- 25. Tanár-távirányító; Tudatos Lépés Kft., Pápa, 2011

### Hét tappancs gazdája, Penny
- Nyolc mancs és Penny; ford. Kellermayer Zita; Keller és Mayer, Bp., 1995
  - 1. Milli és Robin
- Hét tappancs gazdája, Penny; ford. Bucsi Gabriella; Napsugár és Holdsugár, Bp., 2005–2008
  - (Nyolc mancs és Penny címen is)
  - 1. Mennyit ér egy kutyaélet?; 2005
  - 2. Szélvész nem halhat meg; 2006
  - 3. Delfinkaland és nyelvtanulás; 2006
  - 4. Ló a fürdőszobában; 2006
  - 5. Mentsük meg a pónikat!; 2006
  - 6. Szerelmeslevelek Kengurutól; 2006
  - 7. Csikóváró tavasz; 2006
  - 8. Segítség, megőrült a családom!; 2007
  - 9. Piknik a vadlovakkal; 2007
  - 10. Árulás a lóversenypályán; 2007
  - 11. Gidákról és más kecskékről; 2007
  - 12. Viharos karácsony; 2007
  - 13. Állati jó barátok; 2007
  - 14. Szerelmes koalák; 2007
  - 15. Srácokról és más szamarakról; 2007
  - 16. Életre szóló ló; 2007
  - 17. Fókabébi veszélyben; 2008
  - 18. Egy delfin szabadságra vágyik; 2008
  - 19. Oroszlánszívű barátnők; 2008
  - 20. Barátom, a farkas; 2008
  - 21. Eltűnt póni kerestetik!; 2008

### A kincskereső hármas ikrek
A kincskereső hármas ikrek; Deák, Pápa, 2003–2008
- A lovagi kör hét rejtélye; ford. Havas Zsuzsanna; Deák, Pápa, 2003
- A tiltott város titka; ford. Zachar Viktor; Deák, Pápa, 2007
- A világ legtitokzatosabb kincse; ford. Zachar Viktor; Deák, Pápa, 2007
- A Titanic elátkozott aranya; ford. Zachar Viktor; Deák, Pápa, 2007
- Túlvilági útmutató; ford. Zachar Viktor; Deák, Pápa, 2008

### Titkos rémkönyv
- Titkos rémkönyv. 1x13 rémmese. 2x13 rémtipp. 3x13 talány; ford. Marwarth Zsófia; Egmont-Hungary, Bp., 2007

### Időkapu
Időkapu; Egmont, Bp., 2006
- 1. A T. rex vére; ford. Zachar Viktor
- 2. A Fekete Herceg; ford. Zachar Viktor
- 3. A kalózok kincse; ford. Tomanné Jankó Katalin
- 4. A vikingek köve; ford. Tomanné Jankó Katalin

### Mark Mega és Fantom
Mark Mega és Fantom; ford. Markwarth Zsófia; Egmont, Bp., 2006
- 1. A Démon-háromszög rejtélye
- 2. Sikoltó barlangok
- 3. Szörnyek a mélyben
- 4. Fogságban Horrorföldön

### Katie Cat
- Katie Cat. Mint a macska; ford. Hegyi Zsuzsa; Egmont, Bp., 2006

### Ördögi angyalok
Ördögi angyalok; ford. Markwarth Zsófia; Egmont, Bp., 2009
- 1. Angyalokkal csókolózni veszélyes
- 2. Végül mindig az angyalok nevetnek

### Vigyorboszi Klub
Vigyorboszi klub; ford. Markwarth Zsófia; Egmont, Bp., 2010–2012
- 1, 2, 3, kezdődjék a varázslat!; Egmont, Bp., 2010
- Földöntúli boszitorta; Egmont, Bp., 2011
- Ennivaló bosziblöki; Egmont, Bp., 2011
- Segítség! Bosziseprű a tanteremben!; Egmont, Bp., 2011
- Rumlis pizsamaparti; Egmont, Bp., 2012

### Tigris kommandó
Tigris kommandó; ford. Markwarth Zsófia; Egmont, Bp., 2007
- Robotlovagok
- A Mennydörgések temploma
- A lovarda fantomja
- A kísértetrepülő

### Tom Turbo
Tom Turbo; ford. Havas Zsuzsanna; Tudatos Lépés Kft., Pápa, 2010
- A világ legklasszabb biciklije
- Kísértetiskola

### Egyéb
- Az arc nélküli ember; ford. Havas Zsuzsanna; Deák, Pápa, 2002
- Őrület! Sztár lettem!; ford. Zachar Viktor; Egmont-Hungary, Bp., 2004
- Kalandok Múzeuma. Ki fejti meg a Leonardo-kódot?; ford. Szegedi Eszter; Ikar, Bp., 2006
- Kolumbusz és te; Egmont, Bp., 2007
  - 1. A fáraó medálja; ford. Markwarth Zsófia